# Datame
Datame (in greco antico: Δατάμης?, Datàmes; ... – 362 a.C.) fu un generale e satrapo (governatore provinciale) della Cappadocia nel 385 a.C. sotto l'impero persiano – ucciso nel 362 a.C..

## Biografia
Cario di nascita, era figlio di Camissare e di una madre scita o paflagonica. Essendo suo padre satrapo di Cilicia sotto Artaserse II, e nei favori del monarca, Datame poté così diventare una delle guardie del corpo del re; ed essendosi distinto in tale capacità nella guerra contro i cadusi, venne designato a succedere a suo padre (che cadde in questa guerra) nel governo della sua provincia. Qui si distinse ulteriormente per le sue abilità militari e lo zelo dei servigi resi al re, sottomettendo inoltre due ufficiali che si erano ribellati ad Artaserse, Tio, governatore della Paflagonia, e Aspis di Cataonia.
Datame, di conseguenza, venne designato dal re persiano al comando di una forza per il recupero dell'Egitto; ma le congiure dei suoi nemici alla corte persiana, e i rischi a cui egli di conseguenza fu esposto, lo indussero a mutare il suo piano, liberandosi dalla sua obbedienza al re (370 a.C. ca.). Si allontanò con le truppe al suo comando verso la Cappadocia, e fece causa comune con gli altri satrapi rivoltosi (la rivolta dei "satrapi'").
Artabazo, uno dei generali che rimase fedele al re, avanzò contro di lui dalla Pisidia, ma venne completamente sconfitto. La grande reputazione che Datame aveva acquisito indusse Artaserse a fare un ultimo tentativo per sottometterlo, ma Autofradate, mandatogli contro con un grande esercito, fu obbligato a ritirarsi con dure perdite. Datame, tuttavia, sebbene costantemente vittorioso contro nemici che si mostravano a viso aperto, cadde infine vittima di un tradimento, e, dopo avere evitato numerose trame contro la sua vita, venne assassinato in un'assemblea da Mitridate, figlio di Ariobarzane, il quale aveva guadagnato la sua fiducia simulando ostilità verso il re.

## Considerazioni
Datame sembra avere ottenuto la più alta reputazione ai suoi tempi per coraggio e abilità nell'arte della guerra, la cui fama si diffuse anche tra i greci, sebbene egli non fosse venuto mai in urto personale con loro. Cornelio Nepote (la cui descrizione biografica che abbiamo è la sola narrativa collegata alla sua vita) lo chiama il più audace e abile di tutti i generali, esclusi quelli greci e romani, oltre ad Amilcare e Annibale; ma c'è molta confusione nei suoi resoconti tramandati a noi, ed è difficile assegnare agli aneddoti di lui documentati da Polieno il loro vero luogo nella storia. Anche la cronologia degli eventi riportati da Nepote è molto oscura; ma secondo quest'autore e Diodoro Siculo sembrerebbe che Datame debba essere morto prima di Artaserse, probabilmente nel 362 a.C.